# Big Star (travhäst)
Big Star, född 1 april 1980 i Julita socken i Södermanlands län, död 1990, var en svensk varmblodig travhäst. Han tränades av Stig H. Johansson och ägdes av Lars Sjökvist.
Big Star sprang in 1 miljon kronor på 26 starter varav 13 segrar. Bland hans främsta meriter räknas segrarna i Svenskt Travderby (1984) på dåvarande nytt derbyrekord och Big Noon-pokalen (1983) på Solvalla.
Big Star startade endast som 3- och 4-åring, då han 1985 skadades med en fraktur på ett av småbenen i höger hasled. Big Star var fux, hingst, fallen efter Hoot Speed och undan Lady Village, som även lämnat bland annat Cole Porter Song som sprang in 1,8 miljoner kronor. Uppfödare till både Lady Village och Big Star var Per A. Persson i Julita distrikt. Big Star lämnade några få avkommor som till exempel Woom Gabs och Biggelina Star. Strax innan avelskarriären skulle påbörjas dog Big Star i en olycka 1990.